# Municipio de Granville (condado de Bradford)
El municipio de Granville (en inglés: Granville Township) es un municipio ubicado en el condado de Bradford en el estado estadounidense de Pensilvania. En el año 2000 tenía una población de 873 habitantes y una densidad poblacional de 13.6 personas por km².

## Geografía
El municipio de Granville se encuentra ubicado en las coordenadas 41°41′00″N 76°45′29″O / 41.68333, -76.75806.

## Demografía
Según la Oficina del Censo en 2000 los ingresos medios por hogar en la localidad eran de $38,750 y los ingresos medios por familia eran $41,538. Los hombres tenían unos ingresos medios de $30,536 frente a los $20,417 para las mujeres. La renta per cápita para la localidad era de $14,211. Alrededor del 14% de la población estaban por debajo del umbral de pobreza.

## Personalidades
Vance Packard (1914-1996), publicista